# Streptokokni faringitis
Streptokokno vnetje žrela, streptokokno vnetje mandljev ali streptokokno vnetje grla je vrsta okužbe žrela, katere vzrok so streptokoki skupine A. Bolezen se loteva žrela, poleg tega glasilk in lahko tudi grla. Običajni znaki bolezni so vročina, vneto žrelo in povečane bezgavke. Med otroci je te vrste angina vzrok za 37 % bolezni žrela, pri odraslih pa 5–15 %.
Streptokokno vnetje žrela je nalezljiva okužba, ki se širi po tesnem stiku z okuženim posameznikom. Dokončno diagnozo je mogoče postaviti na osnovi rezultatov kulture iz žrela. Vendar to ni vedno potrebno, saj se lahko zdravnik za zdravljenje odloči na podlagi bolezenskih znakov. Pri skoraj gotovih in pri potrjenih primerih pomagajo antibiotiki, saj preprečujejo zaplete in pospešijo ozdravljenje.

## Znaki in simptomi
Tipični simptomi streptokoknega laringitisa so vneto žrelo, vročina nad 38 °C, tonzilarni eksudati (gnoj na mandljih), in povečani cervikalni limfni vozli.
Simptomi so med drugim tudi glavobol, slabost in bruhanje, bolečine v trebuhu, boleče mišice, izpuščaj kot pri škrlatinki ali palatalne petehije, ki so sicer neobičajen, vendar zelo specifičen znak. Inkubacijska doba, z drugo besedo nastop simptomov je od enega do treh dni po stiku. Če ne pride do vročine, rdečih oči, hripavosti, izcedka iz nosu ali ulkusov v ustih, verjetno ne gre za streptokokni faringitis. Ravno tako tudi v primeru, da ni vročine.
- Okužba žrela, kultura pozitivna na streptokoke skupine A. Glej povečane mandlje, z belim izločkom.
- Široko odprta usta, da je videti žrelo
Glej petehije, tj. rdeče pikice na mehkem nebu. Gre za neobičajen, vendar zelo značilen znak za streptokokni faringitis.
- Povečani mandlji v žrelu z belim izločkom. 
Primer s pozitivno kulturo pri 8-letnem otroku, s tipičnim izločkom na mandljih.

## Vzrok
Povzročitelj bolezni je Streptococcus pyogenes, beta-hemolitičen streptrokok skupine A (GAS). Druge bakterije, kot so beta-hemolitični streptokoki, ki ne pripadajo skupini A, in fuzobakterija, so tudi lahko vzrok za faringitis. Bolezen se širi prek neposrednega, bližnjega stika z okuženo osebo, tako da zadrževanje v skupinah, kot se recimo dogaja pri vojakih ali v šolah, povečuje verjetnost za prenos. Za posušene bakterije v prahu so ugotovili, da niso kužne, vlažne bakterije pa lahko, na primer na zobnih ščetkah in podobnih predmetih, preživijo do petnajst dni. Kontaminirana hrana je redko vzrok za izbruh bolezni. 12 % otrok, ki ne kažejo znakov ali simptomov, nosi GAS v svojem žrelu.

## Diagnoza
| Točke      | Verjetnost za strep | Zdravljenje                           |
| ---------- | ------------------- | ------------------------------------- |
| 1 ali manj | <10%                | Antibiotik ali kultura nepotrebna     |
| 2          | 11–17%              | Antibiotik na osnovi kulture ali RADT |
| 3          | 28–35%              | Antibiotik na osnovi kulture ali RADT |
| 4 or 5     | 52%                 | Empirični antibiotiki                 |

Za zdravljenje oseb z vnetjem žrela se lahko uporabljajo kriteriji po Centorju, ki na osnovi 5 kliničnih kriterijev določajo verjetnost infekcije s streptokoki.
Vsak od kriterijev se točkuje z eno točko:
- Odsotnost kašlja
- Otekle in občutljive vratne bezgavke
- Temperatura > 38 °C,
- Izcedek ali oteklina na mandljih
- Starost pod 15 (točka se odšteje, če starost > 44)

Ameriško združenje za kužne bolezni empirično zdravljenje odsvetuje, ker je mnenja, da so antibiotiki na mestu samo v primeru pozitivnega testa. Testirati pri otrocih pod tremi leti ni potrebno, ker sta pri njih okužba s streptokokom skupine A in revmatična vročica redka, razen v primeru obolelosti pacientovega brata ali sestre.

### Testiranje v laboratoriju
Kultura grla je zlati standard za diagnozo streptokoknega vnetja žrela z občutljivostjo 90–95 %. Lahko se tudi uporabi hitri streptokokni test (znan tudi kot RADT: »rapid antigen detection testing«, t. j. hitri test na antigene), ki je sicer hitrejši, vendar ima nižjo občutljivost (70 %) in statistično enakovredno specifičnost (98 %) kot kultura iz žrela. Hitri preskus na streptokok ima nižjo občutljivost (70 %) kot kultura iz žrela in statistično enako specifičnost (98 %). 
Pozitivna kultura iz žrela ali RADT skupaj s simptomi omogočata pozitivno diagnozo pri bolnikih, kjer je vzrok nejasen. Pri odraslih negativni RADT zadošča za izključitev diagnoze, pri otrocih pa se priporoča, da se rezultat potrdi z brisom žrela. Asimptomatičnih oseb s kulturo žrela ali RADT ni treba rutinsko preverjati, saj določen odstotek populacije v žrelu "nosi" streptokokne bakterije stalno, brez škodljivih posledic.

### Diferencialna diagnoza
Glede na to, da se znaki streptokoknega faringitisa prekrivajo z drugimi simptomi, je diagnozo težko postaviti klinično. Kašelj, izcedki iz nosu, driska, in pordele in razdražene oči, poleg vročine in vnetega žrela, so prej znak za virusno vnetje žrela kot pa za streptokokni faringitis.
Do vidnega povečanja bezgavk, ki ga spremljajo vneto žrelo, vročina in povečani mandlji, lahko tudi pride pri infekcijski mononukleozi.

## Preprečevanje
Odstranitev mandljev je preventiven poseg, smiseln pri osebah, pri katerih pogosto (več kot trikrat letno) prihaja do vnetja žrela. Koristi od tega pa so majhne in epizode se ne glede na opravljene posege s časom po navadi skrajšajo. Do ponavljajočih se nastopov faringitisa, ki je pozitiven na GAS, lahko pride pri osebah, ki so kronični prenašalci GAS, pri čemer pa lahko gre za ponavljajoče se okužbe z virusi. Zdravljenja izpostavljenih oseb, ki ne kažejo simptomov, se ne priporoča. Zdraviti osebe, ki so nosilci GAS, se ne priporoča, ker je verjetnost za širjenje in za zaplete nizka.

## Zdravljenje
Če se ga ne zdravi, streptokokno vnetje žrela običajno poneha po nekaj dneh. Zdravljenje z antibiotiki skrajša čas akutne bolezni za okoli 16 ur.  Glavni razlog za uporabo antibiotikov je zmanjšati nevarnost za zaplete, kot sta revmatična vročica in retrofaringealni absces., uspešni pa so, če se jih odmerja do 9 dni po pojavu prvih simptomov.

### Analgetiki
Analgetiki kot so neasteroidni antirevmatiki (NSAID) in paracetamol občutno lajšajo bolečine, do katerih pride zaradi okužbe s streptokoki. Pomaga lahko tudi viskozen lidokain. Proti bolečinam lahko pomagajo tudi kortikosteroidi, vendar se jih rutinsko ne priporoča. Odrasli lahko jemljejo aspirin, pri otrocih pa se ga zaradi nevarnosti Reyevega sindroma ne priporoča.

### Antibiotiki
V ZDA se za streptokokni faringitis v prvi vrsti zaradi njegove varnosti, cene in uspešnosti predpisuje penicilin V. V Evropi se raje odločajo za amoksicilin.  V Indiji, kjer je nevarnost za revmatično vročico višja, je med zdravili na prvem mestu intramuskularni benzilpenicilin. Ustrezni antibiotiki povprečno trajanje simptomov (3–5 dni) skrajšajo za en dan, poleg tega zmanjšajo nalezljivost. Predpisuje se jih, da se zmanjša tveganje za zaplete kot sta revmatična vročica in peritonzilarni absces. Za ljudi z resnimi alergijami na penicilin se priporočajo doksaciklin, makrolidi ali pa klindamicin. Prva generacija cefalosporinov se lahko uporablja pri manj resnih alergijah in obstajajo dokazi zato, da imajo cefalosporini boljši učinek kot pa penicilin. Streptokokne okužbe imajo za posledico lahko akutni glomerulonefritis, pojavnost tega stranskega učinka pa se zaradi dajanja antibiotikov ne zmanjša 

## Prognoza
Simptomi streptokoknega vnetja žrela se običajno ne glede na zdravljenje po treh do petih dneh izboljšajo.  Zdravljenje z antibiotiki zmanjša nevarnost zapletov in verjetnost za prenos; otroci se lahko vrnejo v šolo 24 ur po odmerku antibiotikov. Nevarnost za zaplete je pri odraslih nizka. Pri otrocih akutna revmatična vročina v večini razvitega sveta poredko nastopa. Vendar pa je najpogostejši vzrok pridobljene srčne bolezni v Indiji, podsaharski Afriki in nekaterih delih Avstralije.
Zapleti, ki izhajajo iz okužb streptokoknih okužb, so med drugim:
| - akutna revmatična vročina - škrlatinka - sindrom streptokoknega toksičnega šoka - glomerulonefritis | - sindrom PANDAS - peritonzilarni absces - limfadenitis grla - mastoiditis |

Ekonomska cena bolezni pri otrocih v ZDA znaša ~$350 milijonov dolarjev.

## Epidemiologija
Različne vrste faringitisov, med katere spada tudi streptokokni faringitis, diagnosticirajo v ZDA pri 11 milijonih ljudi letno.  Večina primerov je sicer virusnega izvora, vendar je beta-hemolitičen streptokok skupine A vzrok za 15–30 % vnetij žrela in grla pri otrocih in za 5–20 % pri odraslih.  Do obolenj običajno prihaja pozno pozimi in zgodaj spomladi.